# Międzynarodowe Centrum Matematyczne imienia Stefana Banacha
Międzynarodowe Centrum Matematyczne imienia Stefana Banacha zostało utworzone zgodnie z umową Akademii Nauk Bułgarii, Węgier, NRD, Polski, Rumunii, ZSRR i Czechosłowacji, podpisaną 13 stycznia 1972 roku w Warszawie. Później, w roku 1979, do umowy przystąpiły Akademie Nauk Wietnamu (1979) i KRLD (1986).
Od samego początku Centrum imienia Banacha było częścią Instytutu Matematycznego Polskiej Akademii Nauk, kierował nim dyrektor Instytutu oraz Międzynarodowa Rada Naukowa Centrum Banacha.

## Prezesi Rady Naukowej (1972–2005)
- Lubomir Iliew (Любомир Георгиев Илиев) (Bułgaria) 1972-1976
- Ákos Császár (Węgry) 1977-1980
- Klaus Matthes (NRD) 1981-1982
- Kazimierz Urbanik (Polska) 1983-1986
- Romulus Cristescu (Rumunia) 1987-1989
- Siergiej Nikolski (Сергей Михайлович Никольский) (ZSRR) 1990-1992
- Friedrich Hirzebruch (Niemcy) 1993-2001
- Rolf Jeltsch (Zürich) 2002-2005

## Rada Naukowa (2006–2009)
- Stanisław Janeczko – Dyrektor Instytutu Matematyki
- Piotr Biler (Wrocław)
- Olga Gil-Medrano (Prezes Królewskiego Towarzystwa Matematycznego, Hiszpania)
- Janusz Grabowski – Sekretarz Naukowy Centrum Banacha (Warszawa)
- Sabir Gusein-Zade (Moskwa)
- Jerzy Kaczorowski (Poznań)
- Ari Laptev (Sztokholm) – przewodniczący
- Péter Pál Pálfy (Budapeszt)
- Carlo Sbordone (Neapol, 2005–2008)
- Vladimir Souček (Praga)
- Przemysław Wojtaszczyk (Warszawa)